# Skleroza
Skleroza (Sclerosis; iz starogrčkog σκληρός, sklērós, “tvrdi”) je medicinski termin koji se odnosi na zadebljanje tkiva.
Termin je široka značenja u području medicine, posebice patologije.
Najčešće bolesti u kojih je skleroza ključni čimbenik su:
- Amiotrofična lateralna skleroza (ALS), poznata i kao Lou Gehrigova bolest, progresivna i neizlječiva bolest propadanja motornih neurona.
- Ateroskleroza, patološko suženje žilnog lumena zbog masnih naslaga, kolesterola.
- Fokalna segmentalna glomeruloskleroza, bolest bubrega, uzrok nefrotskog sindroma ili asimptomatske proteinurije kod djece i odraslih.
- Hipokampalna skleroza, neuropatološka bolest karakterizirana progresivnim gubitkom neurona u hipokampusu.
- Lišajna skleroza, lichen sclerosis, autoimuna bolest koja prouzročuje zadebljanje vezivnog tkiva penisa i vagine, ali može zahvatiti bilo koji dio tijela.
- Multipla skleroza, upalna bolest središnjeg živčanog sustava koja utječe na koordinaciju.
- Osteoskleroza, bolest u kojoj dolazi do povećane gustoće koštanog tkiva.
- Otoskleroza, bolest sljepoočne kosti koja može prouzročiti gluhoću.
- Sistemska skleroza (progresivna sistemska scleroderma), rijetka kronična bolest koja najčešće pogađa kožu.
- Tuberozna skleroza, rijetka genetska bolest koja pogađa više organa i sistema.
- Primarni sklerozantni holangitis, zadebljanje žučnih vodova zbog uzastopnih upala i fibroza.
- Primarna laterlana skleroza, progresivni gubitak mišične mase voljnih mišića.